# شوط
شوط(تلفظ:شُط/showt) از شهرهای شمالی استان آذربایجان غربی در شمال‌غرب کشور ایران است. این شهر در بخش مرکزی شهرستان شوط قرار دارد و مرکز سیاسی و اداری شهرستان شوط است و در ۴ کیلومتری جنوب رود زنگمار و در ۴ کیلومتری غرب جابرود قرار گرفته‌است. این شهر در فاصله ۲۵۰ کیلومتری از ارومیه و ۸۴۵ کیلومتری از تهران قرار گرفته‌است. شهر شوط در قلب شمال استان در محدوده منطقه آزاد تجاری-صنعتی ماکو قرار دارد. یکی از القاب این شهر بن‌بست است.

## تاریخ
شهر شوط به‌عنوان کهن‌ترین شهر منطقه و یکی از قدیمی‌ترین و مهم‌ترین شهر ارامنه با دارا بودن تپه‌هایی از تمدن اورارتو‌ها که قدمتی در حدود ۱۵۰۰ سال قبل از میلاد دارند و با داشتن کلیساهای متعدد در اطراف شهر، شناخته می‌شود.

### وجه تسمیه شوط
اصل کلمه شوط از یک اسم ارمنی به نام آشوط گرفته شده که بعدها با گذشت زمان حرف الف آن حذف شده و به صورت شوط درآمده است. ظاهراً آشوط نام پهلوانی ارمنی بوده که در این شهر می‌زیسته‌است. روند تغییر اسم این منطقه بدین صورت است که ابتدا از زمان سکونت ارامنه آشوط بوده سپس با ورود اسلام به منطقه به شوط تغییر یافته، در عصر معاصر در دوره پهلوی اول زمانی که هنوز روستا بوده با اسم شوط آباد شناخته می‌شده‌است تا اینکه در دوره پهلوی دوم به‌عنوان شهر شوط آباد ارتقا یافت اما چون بسیاری از اراضی این شهر تحت تملک اربابان دست نشانده شخص شاه بود به شاه آباد تغییر نام داد. پس از انقلاب به اسلام‌آباد تغییر نام داد اما به دلیل تشابه اسمی با اسلام‌آباد غرب باز به اسم قبلی خود یعنی شوط بازگردانده شد. 

## جغرافیا
شهر شوط در ۴ کیلومتری جنوب رود زنگمار و ۴ کیلومتری غرب جابرود در دشتی پهناور و در محاصره تپه‌های رسی قرار گرفته‌است. این شهر از سمت شمال غربی با ماکو و از سمت شمال شرقی با پلدشت، از سمت جنوب شرقی با قره ضیاالدین و از سمت جنوب غربی با سیه چشمه همسایه‌است.

### اب و هوا
شهر شوط اب و هوایی سرد و خشک دارد و در نظر bsk اب و هوا در شوط استپی محلی است. در طی سال در شوط زیاد باران نمی‌بارد. در شوط میانگین سالانه دما ۱۲٫۴ سانتی گراد است و میانگین بارندگی به ۲۶۴ میلی‌متر می‌رسد. کمترین میزان بارش در ماه اگوست رخ می‌دهد و میزان متوسط در این ماه۷ میلی‌لیتر است. بیشترین میزان بارش در ماه مه رخ می‌دهد و میزان متوسط در این ماه ۴۶ میلی‌لیتر است. میانگین دما در ماه ژوئیه ۲۶ درجه سانتی گراد است که در بالاترین میزان خود قرار دارد و ماه زانویه با میانگین دمای ۲٫۵- سردترین ماه سال است. تغییر در میزان بارش بین خشک‌ترین و مرطوب‌ترین ماه سال ۳۹ میلی لیتر است و تغییر در دمای سالانه ۲۸٫۵ درجه سانتی گراد است.

### سدهای شوط
- سد کوچک قره زمین: این سد با ظرفیت یک میلیون و سیصد هزار متر مکعب که بر روی سیلاب‌های فصلی منطقه احداث شده‌است و ۱۰۰ هکتار را بصورت ثقلی و ۱۵۰ هکتار را نیز بصورت نوین تحت پوشش خود قرار می‌دهد.
- سد کوچک اینجه قدیم: این سد با ظرفیت پانصد هزار متر مکعب که بر روی سیلاب‌های فصلی احداث شده‌است و ۵۰ هکتار را بصورت ثقلی و ۸۵ هکتار را بصورت نوین تحت پوشش خود قرار می‌دهد.
- سد بدولی: این سد با ظرفیت ۳۵ میلیون متر مکعب برای ۳۲۵۰ هکتار (بهبود و توسعه) و ۱۰/۸ متر مکعب برای شرب و صنعت است.
- سد فشل: این سد با ظرفیت ۱۳/۲ میلیون متر مکعب که برای ۲۱۰۰ هکتار (بهبود و توسعه) از زمین‌های محدوده شهرستان شوط است.
- سد انحرافی قزلداغ: با ظرفیت ۱۸ میلیون متر مکعب برای آبیاری ۲۴۰۰ هکتار (بهبود و توسعه) از زمین‌های محدوده شهرستان شوط است.

## مردم

### جمعیت
براساس سرشماری مرکز آمار ایران در سال ۱۳۹۵، جمعیت این شهر ۷۲۱۹ خانوار و بالغ بر ۲۵٬۳۸۱ نفر است.

### زبان و دین و مذهب
زبان‌های رایج در این شهر ترکی آذربایجانی و کردی کرمانجی است.
دین مردم این شهر اسلام بوده و پیرو مذاهب شیعه و سنی هستند. 

### ورزش

#### بازی‌های بومی و محلی و تیم‌های ورزشی
- نام بازی: اوچ یاستیخ (سه پشتک)
  - اندازه زمین: ۳۰ متر مربع ، تعداد زیاد ، میدان بزرگ
  - شهرستان بومی بازی: شوط
  - تعداد بازیکنان: حداقل ۶ نفر در دو تیم سه نفری
  - وسایل لازم: وسیله خاصی وجود ندارد
  - هدف بازی: ورزیدگی عضلات بدن و تقویت بنیه
  - شرح نحوه اجرای بازی:

افراد تیمها سه نفر ، سه نفر به میل خود تشکیل می‌شوند و سه نفر اول به صورت داوطلب یا به قید قرعه طوری می ایستندکه دو نفر پشتشان به هم باشد و در حالتی که ایستاده نشیمنگاهشان را به هم می‌چسبانند و کف دستها را به زانو می‌گذارند و تا این حد خم می‌شوند و نفر سوم سرش را میان رانهای دو نفر قبلی می‌گذارد و تا حدود ۹۰ درجه خم می‌شود و ساعد و بازوانش را دور ران دو نفر دیگر حلقه می‌کند ، این سه نفر به این ترتیب که ایستاده‌اند ، سه نفر تیم دیگر پشت سر هم شروع به غلت زدن از پشت این افراد می‌کنند یعنی هر فرد دو کف دستش را روی لگن کسیکه سرش میان ران دو نفر دیگر است می‌گذارد و سپس بدن خود را روی دستها بالا می‌کشد و غلت می‌زند بطوریکه پشتش روی پشت دو نفر دیگر قرار گیرد و سپس روی دو پا به سمت جلو می‌افتد و وقتی  هر سه نفر پریدند خود را در جلو همان‌طور که گفته شد آرایش تیم می‌گیرند و تیم خوابیده شروع به بازی می‌کند و بازی ادامه می‌یابد.

- نام بازی: توس تپیک
  - اندازه زمین: نامحدود
  - شهرستان بومی بازی: شوط
  - تعداد بازیکنان: بیشتر از ۲ نفر
  - وسایل لازم: ندارد
  - هدف بازی: ورزیدگی عضلات بدن ، چابکی تیزهوشی
  - شرح نحوه اجرای بازی:

این بازی گروهی است و از دو تیم مخالف هم تشکیل می‌شود منتهی در این بازی حتی دو نفر هم می‌توانند بازی کنند. این بازی خشن است. معمولاً در تیمهای پر جمعیت که بیش از دو نفر هستند انتخاب به این صورت است که اعضائ تیم‌های مخالف دو نفر را که از حیث نیروی جسمانی و قد تقریباً خود را هم اندازه می‌دانند دست در گردن هم می‌اندازند و برای خودشان نامهایی مانند پلنگ ، موش ، گربه و … انتخاب می‌کنند و پیش سرپرست تیمها می‌روند و می‌گویند : (هالای- هالای) ((هابیدا))-سر پرستها هم می‌گویند :(( اَلدیخ – قیلیدخ – هاشیدا)) و یکی از افراد داوطلب ورود به بازی می‌گوید : چه کسی پلنگ را می‌خواهد و چه کسی موش را.
هریک از روسا بطور شانسی یکی از آنها را انتخاب می‌کند و افراد تیم به این منوال پایان می‌پذیرد و دو تیم در مقابل هم صف آرائی می‌کنند و فرمان حمله از سوی سرپرستها صادر می‌شود و افراد دو تیم بسوی هم حمله‌ور می‌گردند و با لگد خود به همدیگر می‌کوبند و معمولاً قرار بر این می‌شود که از شکم و جاهای آسیبپذیر بدن زده نشود. و هر کس به به هر کدام از یاران حریف که مایل است حمله می‌کند . و بازی تا شکست یکی از تیمها ادامه می‌یابد.

- تیم هیئت فوتبال شوط به‌عنوان نماینده این شهر در رقابت‌های لیگ برتر فوتبال استان آذربایجان غربی حضور دارد و تیم فوتسال شوط در لیگ دسته ۲ کشوری حضور دارد.

## اقتصاد
اقتصاد شهر شوط به علت قرار گرفتن در بن‌بست جغرافیایی و بحران کم‌آبی  از رونق لازم برخوردار نیست. مردم شهر به کشاورزی، دامپروری، تجارت و بازرگانی مشغول هستند و بخشی نیز کارمندان ادارات دولتی را تشکیل می‌دهند.

## مراکز صنعتی
- شهرک صنعتی شوط: کارگاه روغن خام کنجد؛ واحد تولیدی شرکت آذرپترولیوم (انواع قیر)؛ کارگاه سنگ بری؛ کشتارگاه مرغ ویژه؛ واحد تولیدی گچ ساختمانی؛ شرکت گرما الکترونیک کوثر (واحد تولیدی فر خانگی)؛ واحد تولیدی تخته چند لایه خام؛ شرکت آجر ماشینی ظفر؛ واحد تولیدی آرد سفید؛ شرکت آزاد گاز (کپسول‌های گاز)؛ کارخانه فرش مسعود آذربایجان؛ کارخانه آسفالت شهرداری شوط؛ کارگاه شن و ماسه شویی؛کارخانه کابی آلیاژ
- شهرستان شوط دارای ۲۲ واحد پرورش مرغ گوشتی با ظرفیت ۳۶۳۰۰۰ قطعه است و پرورش مرغ تخمگذار در شهرستان شوط با ظرفیت ۱۵۰۰۰ قطعه وجود دارد.[۹]

## مراکز علمی آموزشی و فرهنگی
- دانشگاه پیام نور واحد شوط
- حوزه علمیه سفیران هدایت امام صادق(ع) شوط[۱۰]
- ایستگاه پرورش و اصلاح نژاد گوسفند نژاد ماکویی[۱۱]

## مراکز درمانی
بیمارستان شهدا

## مراکز گردشگری

### جاذبه‌های طبیعی
- آبگرم معدنی (ایستی سو)
- روستای هدف گردشگری و بوم‌گردی خوک
- غار شیخ سلو در روستای شیخ سلو
- رودخانه و دره جاب در روستای عزت‌آباد
- تفرجگاه داش فشل در روستای داش فشل
- غارهای سه گانه گورچین زاغا در روستای بابورعجم: دهانه غار با بیش از ۵۰ متر قطر مانند قیف بوده که بعد از حدود ۱۰۰متر از یک تالار وسیع به یک دالان باریکی منتهی می‌شود که سرآغاز یک معبری است که تاکنون عمق آن مشخص نشده‌است و مستلزم کاوش‌های غار نوردی و باستان‌شناسی است در محوطه این غارها آثار سفالی مربوط به تمدن‌های قبل و بعد از اورارتورها قابل مشاهده است.[۱۲]
- کوه سُقار: این کوه با ارتفاعی در حدود ۲۸۰۰متر مکان مناسبی برای کسانی که مایلند کوهپیمایی طولانی داشته باشند. از جبهه شمال غربی واز روستای ارپالیق واز جبهه شمالی از روستای چاوگون می‌توان به این کوه صعود کرد.[۱][۱۳]

### جاذبه‌های تاریخی
شهرستان شوط دارای ۳۵ اثر ثبت شده ملی است ولی متأسفانه بسیاری از بناهای تاریخی و فرهنگی این شهر در طول تاریخ از بین رفته‌اند و هم‌اکنون اثری از آن‌ها باقی نمانده‌است. اما با این وجود هنوز هم در روستاهای شهرستان شوط آثاری بر جای مانده که می‌توان به موارد زیر اشاره کرد:
- تپهٔ خلیل‌آباد
- غار چهل پله خضرلو
- عمارت تاریخی خان با معماری مربوط به اواخر دورهٔ قاجار و اوایل دورهٔ پهلوی در روستای خوک
- گنبد مقبره تاریخی کندال واقع در جنوب روستای کندال بر روی تپه ای نزدیک قعله کافر قالاسی قرار گرفته‌است. این بنا مربوط به دوران سلجوقی است و نمای این گنبد سنگی و طرز سنگ چینی آن طوری است که هر بیننده ای را به فکر فرو می‌برد. ارتفاع گنبد۳متر و به شکل دایره است.
- حمام تاریخی روستای صوفی (شوط)
- کلیسا گئورک مقدس در نزدیکی شهر مرگنلر در جنوب‌شرقی شهرستان شوط جای گرفته‌است. این کلیسای جذاب در قرن شانزدهم میلادی با سنگ‌های خوش‌تراش بنا شده‌است. اطراف این کلیسا سنگ صلیب‌هایی حجاری شده و قبرستان ارامنه در آن قرار دارد. ویرانه‌های خانه‌های بسیاری نیز نزدیک این روستا دیده می‌شود که حکایت از روستای پرجمعیت و آباد در گذشته دارد که به علت مهاجرت ارامنه از این مکان در قرن نوزدهم میلادی متروکه شده‌است.

### سوغاتی و صنایع دستی
صنایع چوبی، انواع قالی و بافته‌های دستی شامل فرش، گلیم، دستکش، شال گردن، کلاه، عرقیات از جمله عرقیات گیاهی، عرق بیدمشک، بادرنجبویه، عرق نعناع، گلاب، انواع نقل، گردو و بیدمشک، انواع محصولات باغی و کشاورزی شامل انگور، سیب درختی، عسل، لبنیات، کشمش، نقل بیدمشک، حلوای گردو، بافتنی‌های دستی، صنایع چوبی و ریزه کاری فرش‌های دستباف و معرق کاری در شهر شوط است.

## حمل و نقل
- فرودگاه منطقه آزاد تجاری صنعتی ماکو واقع در شهرستان شوط
- پایانه مسافربری شوط

### راه‌های ارتباطی
- بزرگراه تبریز - بازرگان (خروجی شوط)
- جاده شوط - چالدران

| نام محور                                     | طول مسافت  |
| -------------------------------------------- | ---------- |
| بزرگراه تبریز - بازرگان (سه راهی شوط تا شهر) | ۵ کیلومتر  |
| چالدران - شوط                                | ۵۰ کیلومتر |

### فاصله ارتباطی با سایر شهرها
| نام شهر | طول مسافت   |
| ------- | ----------- |
| ماکو    | ۳۳ کیلومتر  |
| پلدشت   | ۳۶ کیلومتر  |
| چالدران | ۵۰ کیلومتر  |
| چایپاره | ۵۳ کیلومتر  |
| خوی     | ۱۲۰ کیلومتر |
| سلماس   | ۱۶۰ کیلومتر |
| ارومیه  | ۲۵۰ کیلومتر |
| مهاباد  | ۳۷۰ کیلومتر |
| تبریز   | ۲۲۰ کیلومتر |
| تهران   | ۸۴۵ کیلومتر |

## نگارخانه

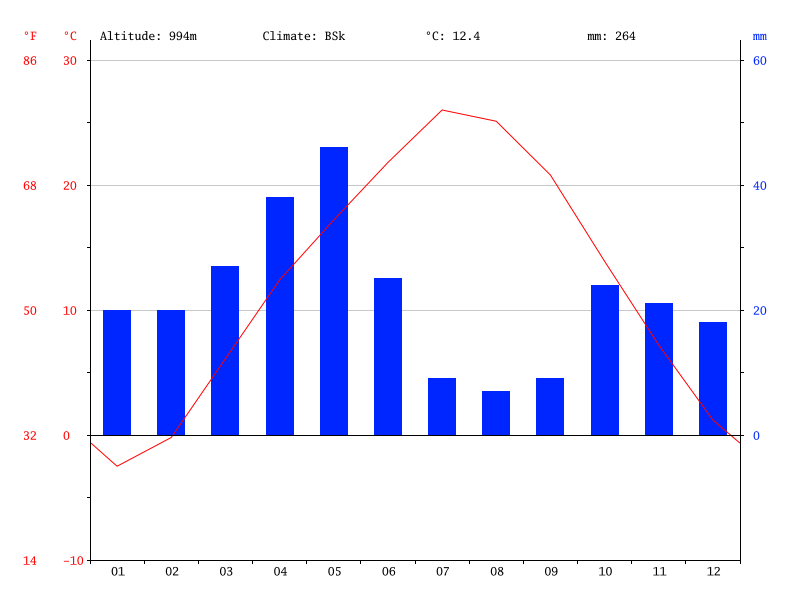
نمودار اب و هوا شوط
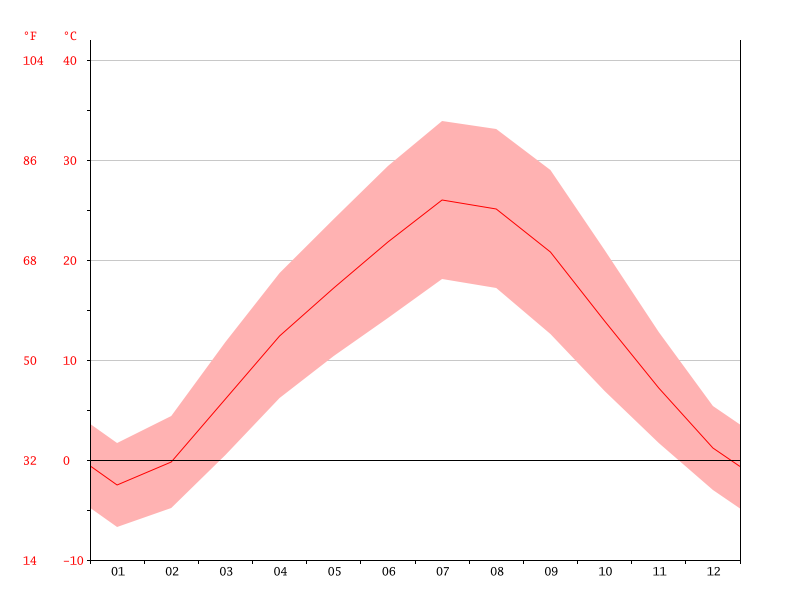
نمودار دما شوط
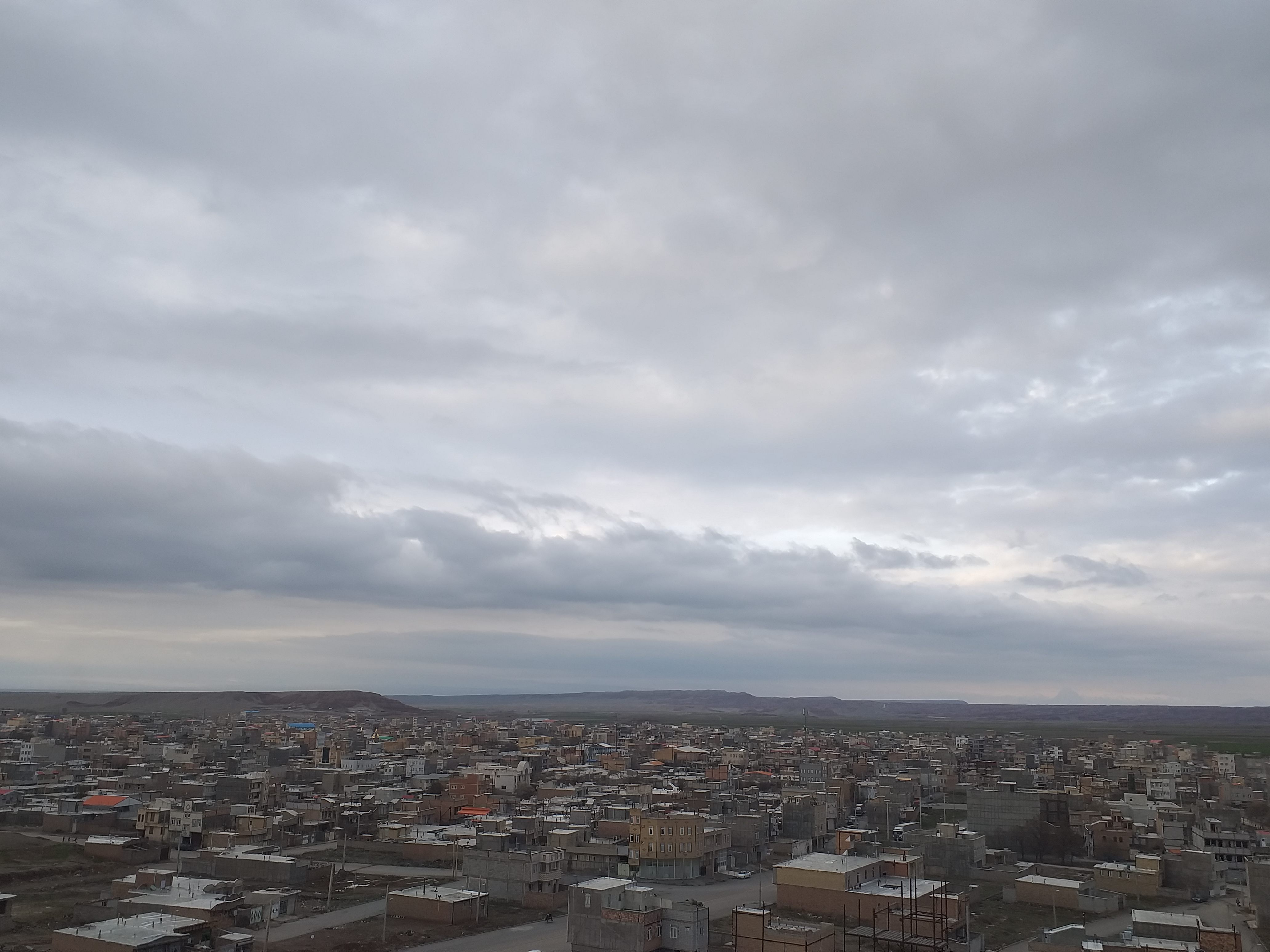
چشم‌انداز شهر شوط